# Ronde van Frankrijk 2025/Eerste etappe
De eerste etappe van de Ronde van Frankrijk 2025 vond plaats op 5 juli. De Belg Jasper Philipsen won de etappe en pakte zo de eerste gele trui, voor de Eritreër Biniam Girmay en Søren Wærenskjold uit Noorwegen.

## Parcours
De etappe van de Grand Départ startte in Lille. De tussensprint lag na 87,5 km in La Motte-au-Bois. Onderweg moesten ook drie beklimmingen van de vierde categorie worden gedaan, alvorens de finishlijn na 184,9 ook in Lille was getrokken.

## Koersverloop
Na de start was de eerste poging tot aanval meteen raak: de Duitser Jonas Rutsch en de Fransmannen Mathis Le Berre, Bruno Armirail, Benjamin Thomas en Mattéo Vercher. De kopgroep behaalde een maximale voorsprong van ongeveer die minuten omdat de sprintersploegen het verschil klein wilden houden, met het oog op de eindsprint voor de etappewinst. Onderweg pakte Benjamin Thomas twee van de drie bergpunten, waarmee hij de leiding in het bergklassement pakte. Onder andere Filippo Ganna en Stefan Bissegger waren het slachtoffer van valpartijen, waardoor zij als eerste uit de Ronde van Frankrijk moesten stappen. 
De weersvoorspellingen hadden al verteld dat de juiste windomstandigheden er zouden zijn voor waaiers, vooral rondom het dorp Béthune. Dit gebeurde ook daar, waar onder andere Visma | Lease a Bike, UAE Team Emirates-XRG en Alpecin-Deceuninck attent waren en een aantal anderen, waaronder Florian Lipowitz en Lenny Martinez op achterstand raakten. Doordat het parcours weer draaide, konden deze al snel terugkeren net voor de eerste tussensprint van de ronde, in La Motte-au-Bois, die werd gewonnen door de Italiaan Jonathan Milan, voor de Franse Bryan Coquard en de Eritreër Biniam Girmay.
Op ongeveer 18 km voor de finish was er weer een kans op waaiers en weer zette Visma | Lease a Bike, onder leiding van Jonas Vingegaard, zich op kop om dit voor elkaar te krijgen. Een groep van 30 renners splitste zich af, met als belangrijkste renners: Jonas Vingegaard, Matteo Jorgenson, Tadej Pogačar, Tim Wellens, Jasper Philipsen,  Mathieu van der Poel, Biniam Girmay, Søren Wærenskjold, Marijn van den Berg, Mike Teunissen en Jasper Stuyven. Onder de gelosten waren een aantal kanshebbers voor de etappezege, zoals Tim Merlier, Wout van Aert en Jonathan Milan, en een de meeste klassementsrenners, zoals Primož Roglič, João Almeida en Florian Lipowitz. 
De eindsprint werd aangetrokken door de sprinttreinen van Alpecin-Deceuninck en Uno-X Mobility en uiteindelijk wist de Belg Jasper Philipsen de etappe te winnen met een fietslengte voorsprong op de Eritreër Biniam Girmay en de Noor Søren Wærenskjold. Hiermee pakte hij ook de eerste gele leiderstrui van deze editie, evenals de leiding in het puntenklassement.

### Tussenpunten
| Type                | Locatie                       | KM    | Eerste           | Tweede        | Derde         |
| ------------------- | ----------------------------- | ----- | ---------------- | ------------- | ------------- |
| Bergsprint (Cat. 4) | Côte de Notre-Dame-de-Lorette | 41,2  | Benjamin Thomas  |               |               |
| Tussensprint        | La Motte-au-Bois              | 87,5  | Jonathan Milan   | Bryan Coquard | Biniam Girmay |
| Bergsprint (Cat. 4) | Mont Cassel                   | 106,0 | Benjamin Thomas  |               |               |
| Bergsprint (Cat. 4) | Mont Noir                     | 139,7 | Jonas Vingegaard |               |               |

## Uitslag etappe
| Lille – Lille (184,9 km) |                   |                       |          |
| Plaats                   | Naam              | Ploeg                 | Tijd     |
| Winnaar                  | Jasper Philipsen  | Alpecin-Deceuninck    | 3u53'11" |
| 2                        | Biniam Girmay     | Intermarché-Wanty     | z.t.     |
| 3                        | Søren Wærenskjold | Uno-X Mobility        | z.t.     |
| 4                        | Anthony Turgis    | TotalEnergies         | z.t.     |
| 5                        | Matteo Trentin    | Tudor                 | z.t.     |
| 6                        | Clément Russo     | Groupama-FDJ          | z.t.     |
| 7                        | Paul Penhoët      | Groupama-FDJ          | z.t.     |
| 8                        | Matteo Jorgenson  | Visma \| Lease a Bike | z.t.     |
| 9                        | Marius Mayrhofer  | Tudor                 | z.t.     |
| 10                       | Samuel Watson     | INEOS Grenadiers      | z.t.     |
|                          |                   |                       |          |
| 11                       | Mike Teunissen    | XDS Astana            | z.t.     |

 –  Mattéo Vercher was de strijdlustigste renner van de etappe.

## Klassementen

### Algemeen klassement
| Plaats    | Naam              | Ploeg                 | Tijd     |
| --------- | ----------------- | --------------------- | -------- |
| Gele trui | Jasper Philipsen  | Alpecin-Deceuninck    | 3u53'01" |
| 2         | Biniam Girmay     | Intermarché-Wanty     | + 4"     |
| 3         | Søren Wærenskjold | Uno-X Mobility        | + 6"     |
| 4         | Anthony Turgis    | TotalEnergies         | + 10"    |
| 5         | Matteo Trentin    | Tudor                 | z.t.     |
| 6         | Clément Russo     | Groupama-FDJ          | z.t.     |
| 7         | Paul Penhoët      | Groupama-FDJ          | z.t.     |
| 8         | Matteo Jorgenson  | Visma \| Lease a Bike | z.t.     |
| 9         | Marius Mayrhofer  | Tudor                 | z.t.     |
| 10        | Samuel Watson     | INEOS Grenadiers      | z.t.     |
|           |                   |                       |          |
| 11        | Mike Teunissen    | XDS Astana            | z.t.     |

### Puntenklassement
| Plaats      | Naam              | Ploeg                 | Punten |
| ----------- | ----------------- | --------------------- | ------ |
| Groene trui | Jasper Philipsen  | Alpecin-Deceuninck    | 63     |
| 2           | Biniam Girmay     | Intermarché-Wanty     | 45     |
| 3           | Anthony Turgis    | TotalEnergies         | 29     |
| 4           | Paul Penhoët      | Groupama-FDJ          | 21     |
| 5           | Jonathan Milan    | Lidl-Trek             | 20     |
| 6           | Søren Wærenskjold | Uno-X Mobility        | 20     |
| 7           | Bryan Coquard     | Cofidis               | 17     |
| 8           | Matteo Trentin    | Tudor                 | 16     |
| 9           | Clément Russo     | Groupama-FDJ          | 14     |
| 10          | Matteo Jorgenson  | Visma \| Lease a Bike | 10     |
|             |                   |                       |        |
| 16          | Mike Teunissen    | XDS Astana            | 6      |

### Bergklassement
| Plaats        | Naam             | Ploeg                 | Punten |
| ------------- | ---------------- | --------------------- | ------ |
| Bolletjestrui | Benjamin Thomas  | Cofidis               | 2      |
| 2             | Jonas Vingegaard | Visma \| Lease a Bike | 1      |
| 3             |                  |                       |        |

### Jongerenklassement
| Plaats     | Naam              | Ploeg                   | Tijd     |
| ---------- | ----------------- | ----------------------- | -------- |
| Witte trui | Biniam Girmay     | Intermarché-Wanty       | 3u53'05" |
| 2          | Søren Wærenskjold | Uno-X Mobility          | + 2"     |
| 3          | Paul Penhoët      | Groupama-FDJ            | + 6"     |
| 4          | Marius Mayrhofer  | Tudor                   | z.t.     |
| 5          | Samuel Watson     | INEOS Grenadiers        | z.t.     |
| 6          | Kévin Vauquelin   | Arkéa-B&B Hotels        | z.t.     |
| 7          | Joseph Blackmore  | Israel-Premier Tech     | z.t.     |
| 8          | Stian Fredheim    | Uno-X Mobility          | z.t.     |
| 9          | Jonathan Milan    | Lidl-Trek               | + 45"    |
| 10         | Arnaud De Lie     | Lotto                   | z.t.     |
|            |                   |                         |          |
| 29         | Mick van Dijke    | Red Bull-BORA-hansgrohe | + 2'20"  |

### Ploegenklassement
| Plaats | Ploeg                      | Tijd      |
| ------ | -------------------------- | --------- |
|        | Tudor Pro Cycling Team     | 11u39'33" |
| 2      | Groupama-FDJ               | z.t.      |
| 3      | Alpecin-Deceuninck         | z.t.      |
| 4      | Team Visma \| Lease a Bike | z.t.      |
| 5      | Israel-Premier Tech        | z.t.      |

## Uitvallers
Opgave
- Filippo Ganna (INEOS Grenadiers): Ganna kwam ten val en werd even later vanwege het hersenschuddingprotocol uit koers gehaald.[2]
- Stefan Bissegger (Decathlon AG2R La Mondiale): Later werd ook Bissegger, betrokken bij een andere valpartij, vanwege hetzelfde protocol uit koers gehaald.

1e etappe ·
2e etappe ·
3e etappe ·
4e etappe ·
5e etappe ·
6e etappe ·
7e etappe ·
8e etappe ·
9e etappe ·
10e etappe ·
11e etappe ·
12e etappe ·
13e etappe ·
14e etappe ·
15e etappe ·
16e etappe ·
17e etappe ·
18e etappe ·
19e etappe ·
20e etappe ·
21e etappe
Startlijst · Eindstanden · Afbeeldingen